# Vyšehradský hřbitov

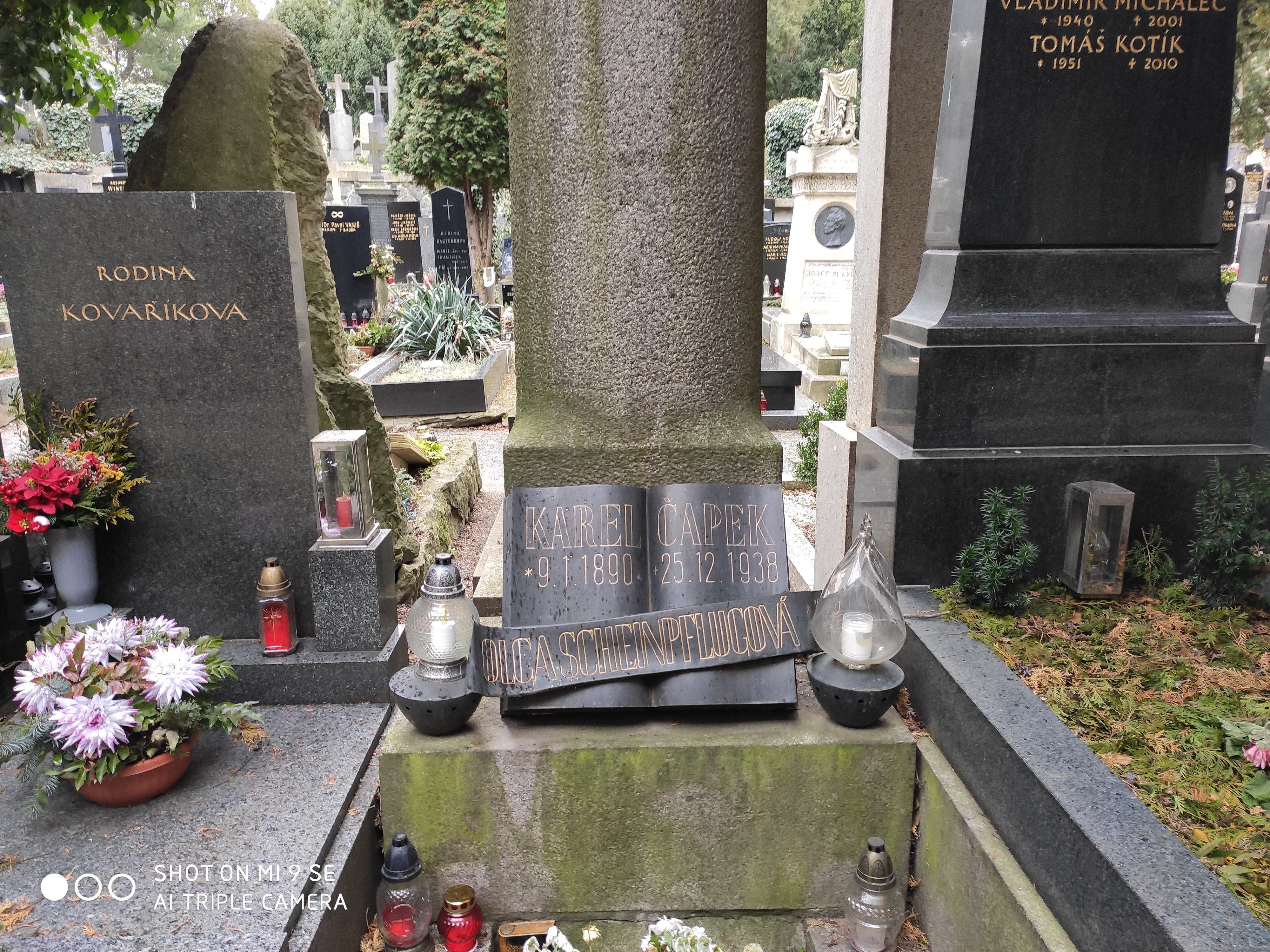
Hrob Karla Čapka

Vyšehradský hřbitov při kostele sv. Petra a Pavla na Vyšehradě je od 19. století národní pohřebiště, místo odpočinku významných českých osobností a jejich rodin. 
Na východní straně hřbitova stojí společná hrobka vybraných osobností – Slavín. U vchodu na západní straně se nalézá samostatné oddělení, kde jsou pohřbeny řádové sestry (voršilky, bartolomějky, redemptoristky).
Rozloha hřbitova činí 0,81 ha. Na pozemku stojí kaple a márnice.
Vyšehradský hřbitov spravuje příspěvková organizace Hřbitovy a pohřební služby hl. m. Prahy, Hřbitovní správa Vinohrady.

## Historie

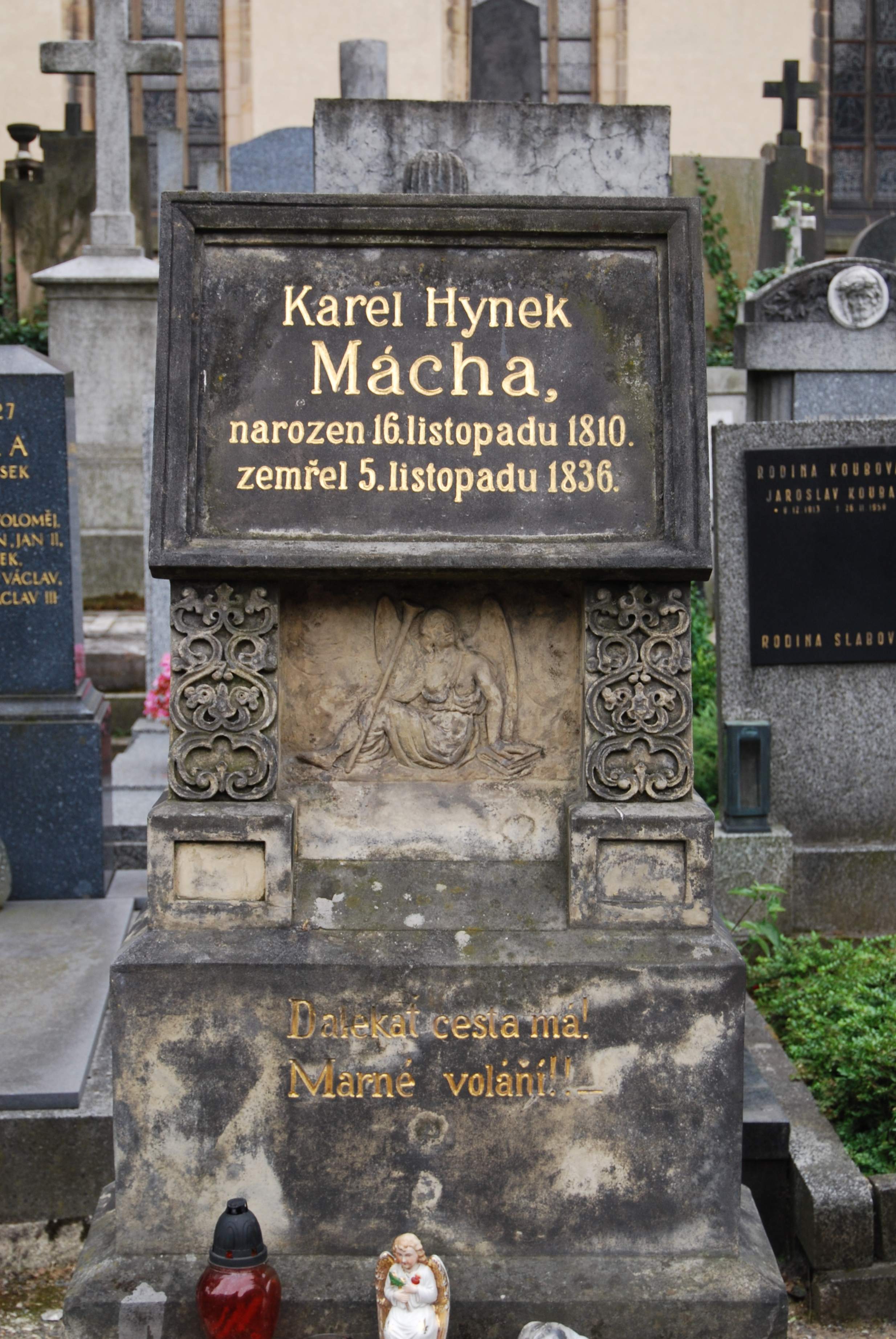
Hrob K. H. Máchy

Hřbitov byl na tomto místě již ve 13. století. Hřbitov představoval výjimku mezi pražskými hřbitovy v tom, že zde bylo v roce 1785 zvláštním výnosem povoleno pohřbívání, ačkoliv ostatní hřbitovy u kostelů uvnitř města byly z hygienických důvodů zrušeny.
Proměnu hřbitova v národní pohřebiště navrhl politik František Ladislav Rieger a zasloužil se o ni v roce 1869 zejména člen vyšehradské kapituly Václav Štulc. V roce 1887 byly na severním a západním okraji hřbitova postaveny novorenesanční arkády podle projektu architekta Antonína Wiehla. V letech 1889–1893 byla postavena společná hrobka pro nejvýznamnější osobnosti české kultury, umění, vědy a techniky Slavín. Architektem byl opět Wiehl, autorem plastik sochař Josef Mauder.
Dne 7. května 1939 se na Vyšehradském hřbitově konal druhý pohřeb básníka Karla Hynka Máchy, který se stal národní manifestací v počátcích nacistické okupace českých zemí, ještě před začátkem druhé světové války.

## Některé významné pochované osobnosti

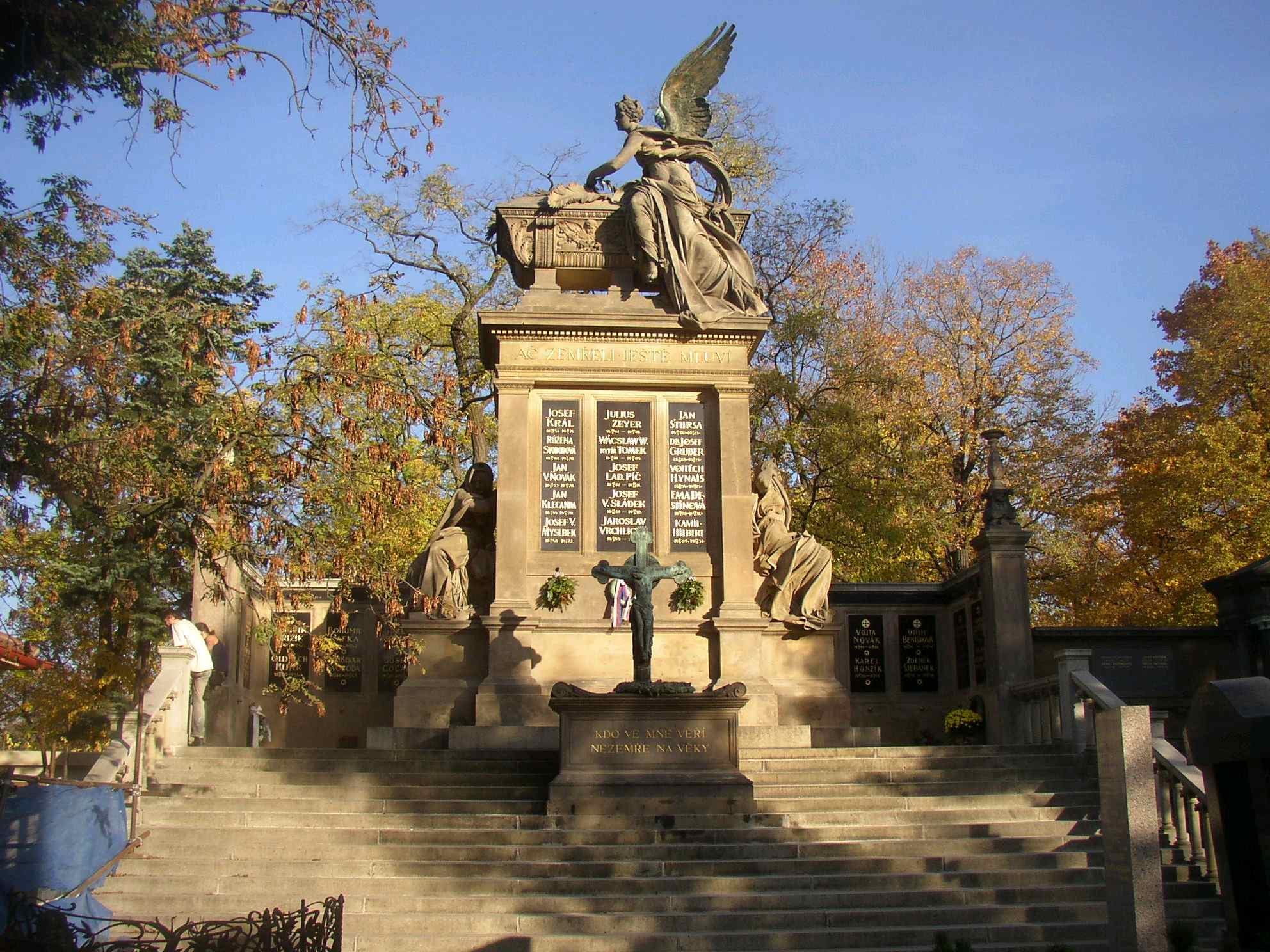
Slavín

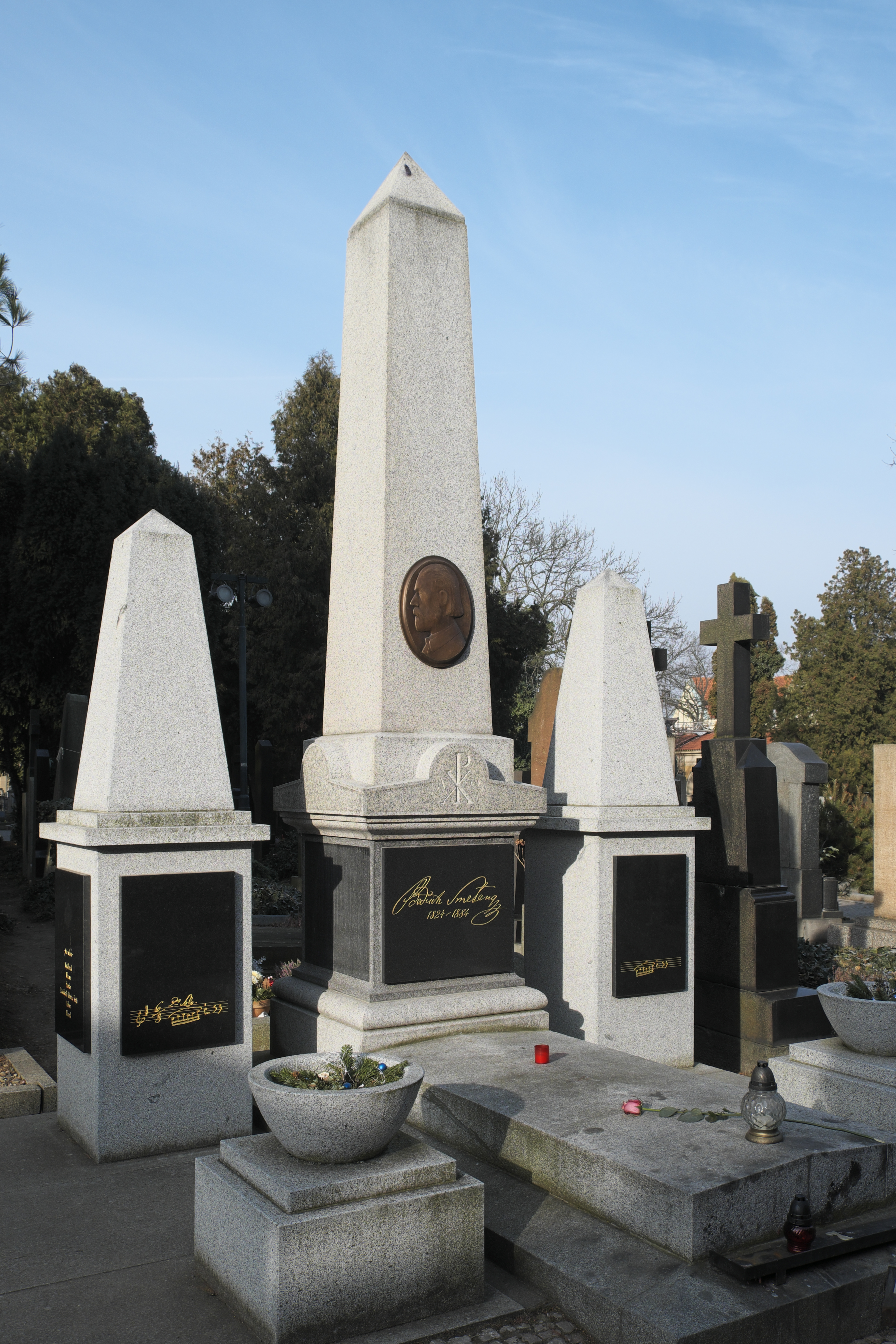
Hrob Bedřicha Smetany

### Hudebníci
Skladatelé
Antonín Dvořák, Petr Eben, Zdeněk Fibich, Jiří Malásek, Oskar Nedbal, Ludvík Podéšť, Bedřich Smetana, Václav Štěpán, Karel Vacek
Dirigenti
Karel Ančerl, Jiří Bělohlávek, Zdeněk Folprecht, Zdeněk Chalabala, Rafael Kubelík, Karel Nedbal, Václav Smetáček
Houslisté
Jan Kubelík, Ferdinand Laub, František Ondříček, Josef Slavík, Josef Suk mladší
Klavíristé
Vilém Kurz, František Maxián, Pavel Štěpán
Pěvci a zpěváci
Jan Berlík, Beno Blachut, Eva Děpoltová, Ema Destinnová, Betty Fibichová, Eduard Haken, Přemysl Kočí, Jan Konstantin, Richard Kubla, Josef Lev, Waldemar Matuška, Ladislav Mráz, Stanislav Muž, Zdeněk Otava, Hanuš Thein, Drahomíra Tikalová, Hana Zagorová, Václav Zítek, Vilém Zítek, Ivo Žídek

### Výtvarníci
Sochaři
Břetislav Benda, Václav Levý, Josef Václav Myslbek, Jan Štursa, Štěpán Zálešák
Malíři
Mikoláš Aleš, Vojtěch Hynais, Adolf Kašpar, Cyprián Majerník, Julius Mařák, Alfons Mucha, Karel Purkyně, Karel Svolinský
Architekti
Josef Gočár, Kamil Hilbert, Jan Kaplický, Josef Mocker, Antonín Wiehl

### Spisovatelé a básníci
Karel Čapek, Svatopluk Čech, Václav Hanka, Josef Hora, Anna Hostomská, František Hrubín, Josef Kachník, Josef Kainar, František Langer, Karel Hynek Mácha, Vladimír Neff, Božena Němcová, Jan Neruda, Vítězslav Nezval, Ferdinand Peroutka, Gabriela Preissová, Josef Václav Sládek, Josef Strnadel, Josef Svátek, Václav Štulc, Karel Toman, Václav Beneš Třebízský, Jaroslav Vrchlický, Julius Zeyer

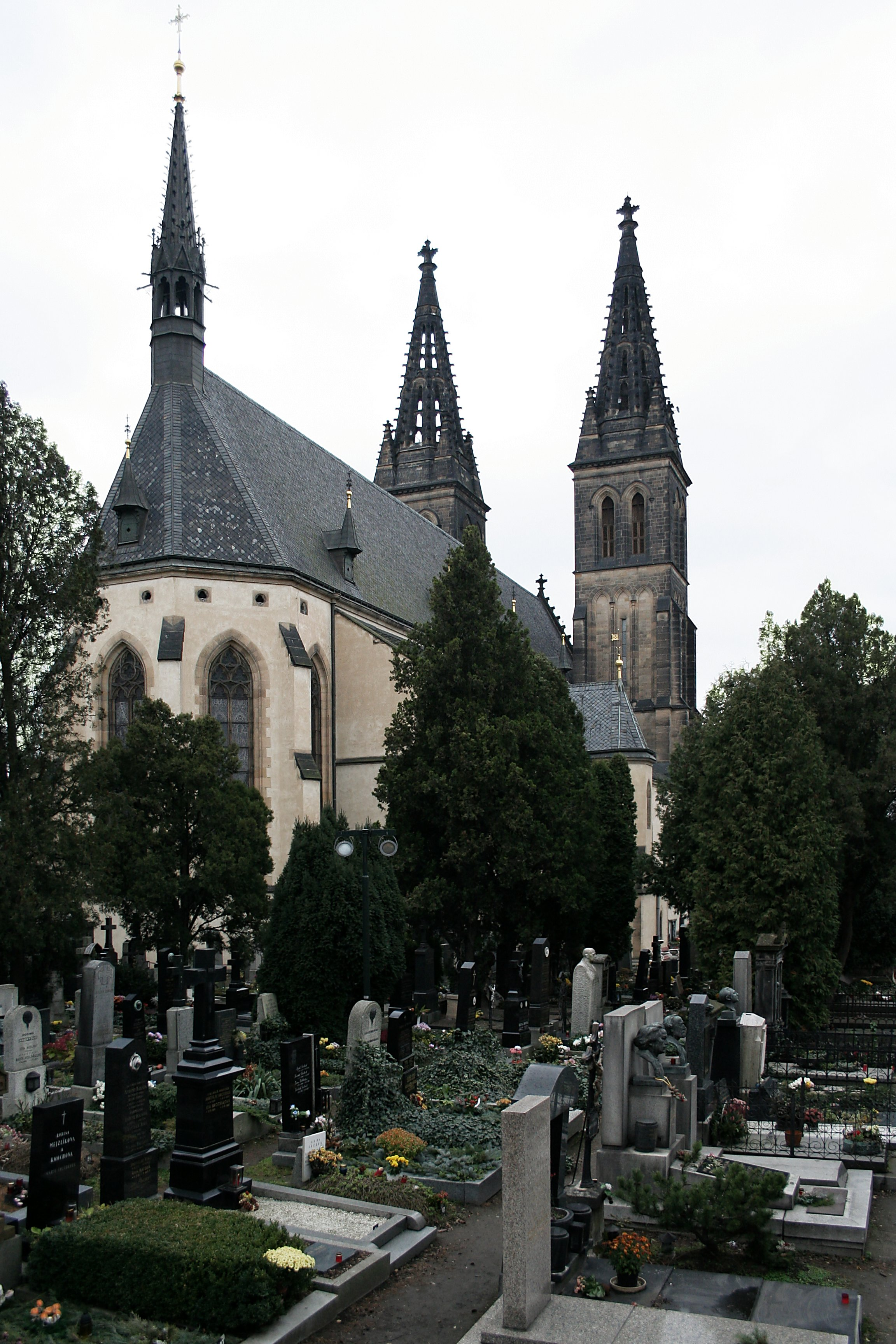
Pohled na Baziliku svatého Petra a Pavla

### Herci a režiséři
Jiří Adamíra, Otýlie Beníšková, Ladislav Boháč, Terezie Brzková, Radoslav Brzobohatý, Emil František Burian, Vlasta Burian, Erna Červená, Jiří Červený, Zdeněk Dítě, Rudolf Deyl mladší, Rudolf Deyl starší, Vlasta Fabianová, Marie Glázrová, Nataša Gollová, Ljuba Hermanová, Karel Höger, Antonín Jedlička, Zita Kabátová, Bedřich Karen, Elmar Klos, Zuzana Kočová, Eduard Kohout, Jára Kohout, Luděk Kopřiva, František Kovářík, Jaroslav Marvan, Jiří Menzel, Vojta Novák, Ladislav Pešek, Jiřina Petrovická, Aleš Podhorský, Jaroslav Průcha, Vladimír Ráž, František Roland, Marie Rosůlková, Jana Rybářová, Čestmír Řanda, Alois Sedláček, Jaroslav Sedláček, Andula Sedláčková, Marcella Sedláčková, Olga Scheinpflugová, Richard Strejka, Vladimír Šmeral, Bohumil Šmída, Zdeněk Štěpánek, Jiřina Štěpničková, Ema Švandová, Valtr Taub, Vítězslav Vejražka, Václav Vorlíček, Václav Vydra, Bohuš Záhorský, Zdenka Procházková

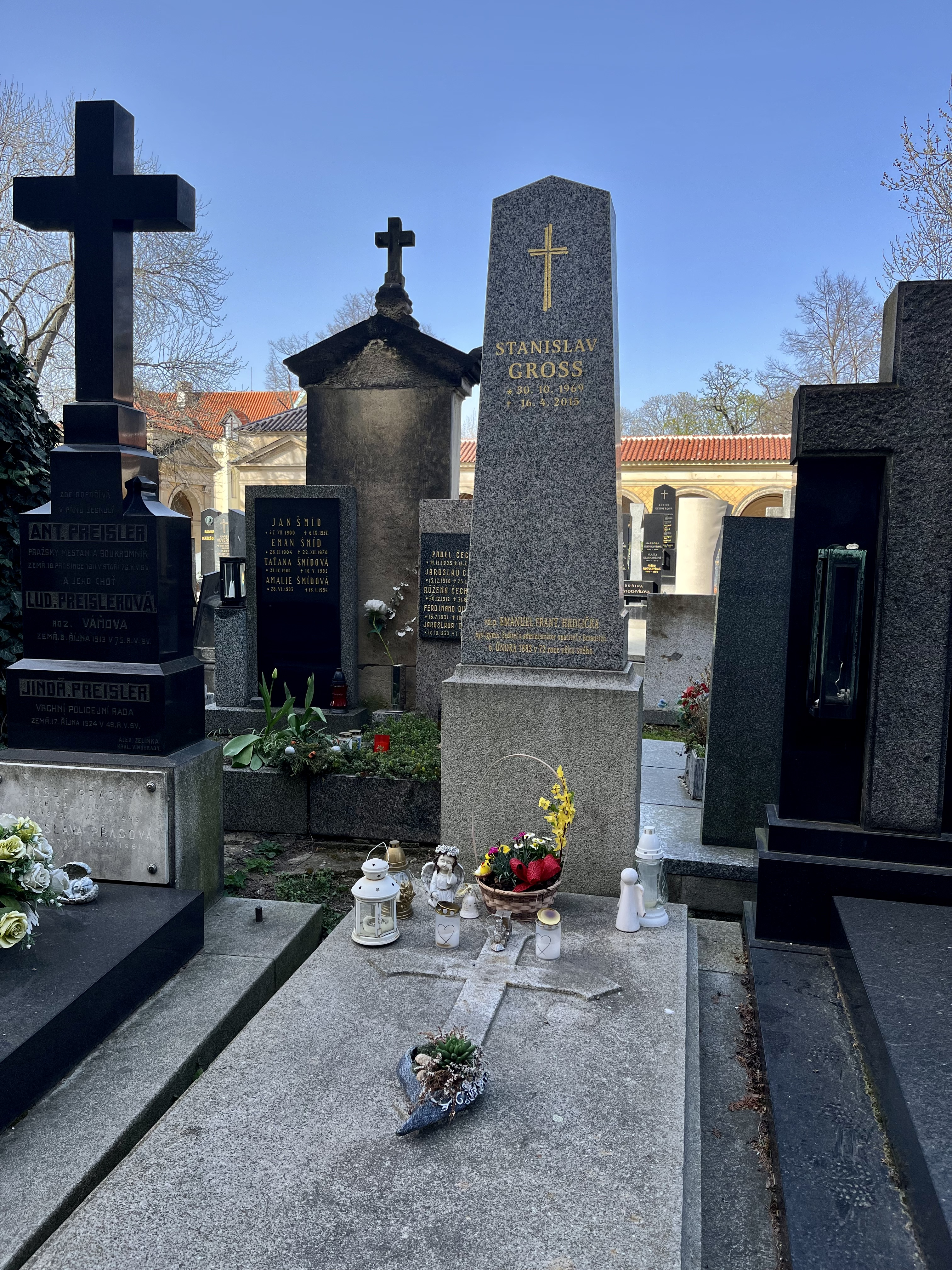
hrob Stanislava Grosse na Vyšehradském hřbitově

### Vědci
Jaroslav Heyrovský, Zdeněk Kopal, Jan Krejčí, František Křižík, Jakub Filip Kulik, Jozef Kvasnica, Jan Evangelista Purkyně, Ladislav Svante Rieger, Jan Rypka

### Sportovci
Josef Bican, Jan Malýpetr, Josef Masopust, Hana Mašková, Alfred Nikodém, Josef Rössler-Ořovský, Klára Holcová

### Politici a veřejně činné osobnosti
Oldřich Černík, Stanislav Gross, Otakar Motejl, František Ladislav Rieger, Antonín Benjamin Svojsík, Petr Zenkl

## Symbolické hroby

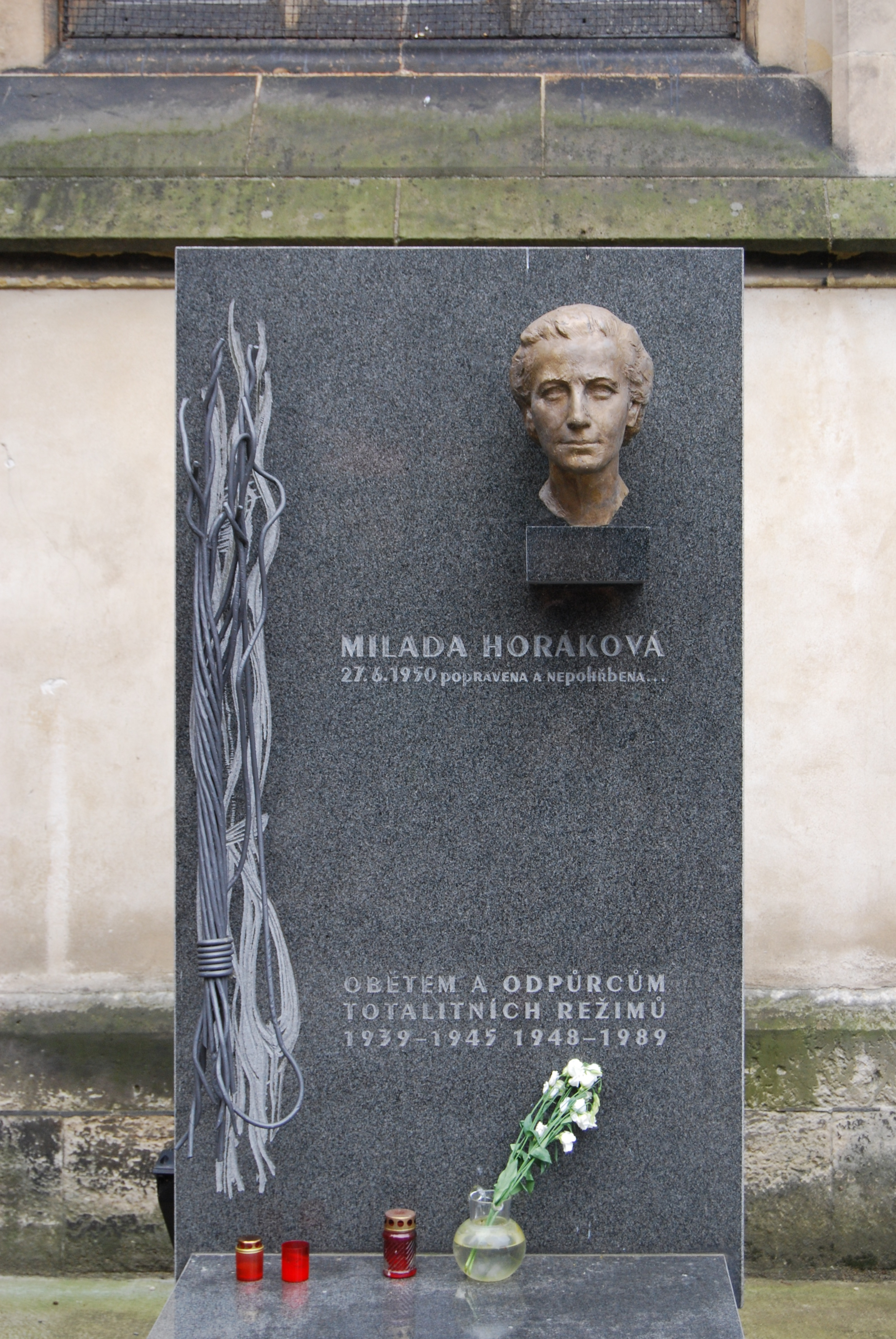
Kenotaf Milady Horákové

Symbolické hroby s pomníky zde mají právnička a politička Milada Horáková (popravena v Praze na Pankráci) a malíř a spisovatel Josef Čapek (zahynul v dubnu 1945 v koncentračním táboře Bergen-Belsen v době 2. světové války). Na hrobce Emauzských benediktinů poblíž baziliky sv. Petra a Pavla je uvedeno jméno emauzského opata Arnošta Vykoukala, který zemřel v koncentračním táboře a jeho ostatky jsou nezvěstné, což na hrobce dokazuje nápis "ubidemque sepultus" (tj. "pohřben neznámo kde").